# Ljubomir Vračarević
Ljubomir Vračarević (in serbo Љубомир Врачаревић?; Varaždin, 6 maggio 1947 – Belgrado, 18 novembre 2013) è stato un artista marziale serbo.

## Premi e Riconoscimenti
Vračarević ha ricevuto molti premi nazionali ed internazionali nella sua carriera. Egli è Shodan nello judo e jujutsu. Egli è direttore tecnico della Federazione russa della Real Aikido, membro del comitato euro-asiatico Kyokushinkai, presidente onorario della Federazione Wushu dell'area Shenyang-Cina, membro onorario della MAA (associazione internazionale di discipline da combattimento, basata in Germania), ma è soprattutto noto negli ambienti marziali come fondatore del Real Aikido.
Vračarević era un istruttore della IBSSA (International Bodyguard & Security Association). Era professore al college per gli allenatori sportivi a Belgrado.
Nell'agosto 2002 la United States Martial Arts Association insignì Vračarević del titolo di Gran Maestro con il 10º dan, Sōke. Questo grado non è attualmente riconosciuto da alcuna delle principali associazioni aikidōistiche quali l'Aikikai e la Yoshinkan.
È stato insignito del titolo di Generale emerito dell'Armata Rossa e ha avuto modo di allenare alcuni reparti speciali delle Spetznaz.

## Apparizioni cinematografiche
Vracarevic ha avuto piccoli ruoli nei film "Kako je propao rokenrol" (Devastation of Rock'n'roll), dove recitò nel ruolo dell'istruttore ninja e in "Sejtanov ratnik" (Devil's warrior) nel quale è apparso come se stesso.